# Drosophila bahunde
Drosophila bahunde är en tvåvingeart som beskrevs av Léonidas Tsacas 1980. Drosophila bahunde ingår i släktet Drosophila och familjen daggflugor.
Artens utbredningsområde är Kongo-Kinshasa.